# ريبيكا كول
كانت ريبيكا جيه. كول (بالإنجليزية: Rebecca J. Cole)‏ (وُلدت في يوم 16 مارس من عام 1846 – توفيت في يوم 14 أغسطس من عام 1922) طبيبة أمريكية، ومؤسسة منظمات ومصلحة اجتماعية. في عام 1867، صارت ثانية الطبيبات الافريقيات الأمريكيات في الولايات المتحدة بعد ريبيكا لي كرومبلر التي سبقتها بثلاث سنوات إلى هذا الإنجاز.

## نشأتها وتعليمها
وُلدت كول في فيلادلفيا في يوم 16 مارس من عام 1846؛ كانت ثانية خمسة أطفال تغلبت طوال حياتها على عقبات عرقية وجندرية حالت بينها وبين التعليم الطبي عبر التدرب في مؤسسات قوامها نسائي بالكامل تديرها نسوة كنّ جزءًا من جيل الطبيبات الأول اللاتي تخرجن في منتصف القرن. درست كول الثانوية في معهد الشباب الملوّن، حيث أتمت منهجًا قاسيًا ضم اللغات اللاتينية واليونانية، والرياضيات، وتخرجت لاحقًا في عام 1863. ثم واصلت تعليمها لتتخرج من كلية الطب النسائية في بنسلفانيا (جامعة دريكسل، كلية الطب) في عام 1867، تحت إشراف آن بريستون؛ أول عميد أنثى للكلية. تأسست كلية الطب النسائية على يد أعضاء جمعية الأصدقاء الدينية (كويكرز) مناصري التحرير من العبودية والمصلحين المعتدلين في عام 1850 تحت اسم كلية الطب النسائية في بنسلفانيا وكانت أول كلية طب نسائية في العالم. كان عنوان أطروحة تخرجها الطبية: العين ولواحقها. كانت أوديليا بلين ومارثا إي شريكتا سكن ريبيكا في سنة تخرجها. بعد نحو ثلاثين عامًا، كتبت د. بلين مقالًا يتناول كيف كاد تخطي «حد اللون» في فيلادلفيا يعرقل دراسات ريبيكا في الكلية وخططها في العمل في الطب.

## حياتها المهنية
بعد تمام تدريبها، تمرنت في عيادة إليزابيث بلاكويل للأطفال والنساء المعوزين. في نيويورك، كُلفت كول بمهمة زيارة البيوت لتعليم النساء أسس النظافة العامة ورعاية ما قبل الولادة. كانت كول رائدة في منح هؤلاء النساء والأطفال المُعدمين العناية الصحية. تابعت كول وتمرنت في كاورلاينا الجنوبية، ثم عادت إلى فيلادلفيا، وافتتحت وتشارلوت آبي في عام 1873 مركز دليل المرأة الذي قدم خدمات طبية وقانونية للنساء والأطفال الفقراء. في يناير من عام 1899، عُينت مشرفة مقر، تديره جمعية إغاثة النساء والأطفال الملونين المعوزين في واشنطن العاصمة. أفاد التقرير السنوي في ذلك العام أنها امتلكت «كل الميزات الجوهرية المطلوبة في شاغل منصب كهذا، من همة، وخبرة، ولباقة». وذكر تقرير لاحق:
«لقد فاقت الطبيبة كول ذاتها توقعات أصدقائها. بنظرتها الواضحة والشاملة لمجال عملها كاملًا، نفذت خططها بتعقل وحماسة كانا جزءًا من شخصيتها، في حين خلق تفاؤلها البهيج، وتصميمها على رؤية الأفضل في كل موقف وفي كل فرد، جوًا من الدفء حولها أضفى المزيد من السعادة والرفاه على مجمل أفراد عائلتها الكبيرة». 
رغم ممارسة كول الطب لخمسين عامًا، بقيت تسجيلات قليلة فقط، ولم تنجُ أي صور لها. توفيت عام 1922 ودُفنت في مقبرة عدن في كولينغديل، بنسلفانيا.
في عام 2015، اختيرت كول لتُكرم ضمن ممشى مشاهير المبدعين من قبل مركز علوم المدينة الجامعية في فيلادلفيا.